# Sphenomorphus louisiadensis
Espèce
Synonymes
- Lygosoma louisiadense Boulenger, 1903

Sphenomorphus louisiadensis est une espèce de sauriens de la famille des Scincidae.

## Répartition
Cette espèce est endémique de Papouasie-Nouvelle-Guinée.

## Étymologie
Son nom d'espèce, composé de louisiad et du suffixe latin -ensis, « qui vit dans, qui habite », lui a été donné en référence au lieu de sa découverte : les Louisiades.

## Publication originale
- Boulenger, 1903 : Descriptions of new lizards in the collection of the British Museum. Annals and magazine of natural history, sér. 7, vol. 12, p. 429-435 (texte intégral).